# Heinrich Limpricht
Heinrich Limpricht (Eutin, 21 aprile 1827 – Greifswald, 13 maggio 1909) è stato un chimico tedesco.
Limpricht fu allievo di Friedrich Wöhler; lavorò sulla chimica dei furani e dei pirroli, scoprendo il furano nel 1870.
Nel 1852 divenne docente e nel 1855 professore straordinario all'Università di Gottinga. Nel 1860 divenne professore ordinario presso l'Institute for Organic Chemistry presso l'Università di Greifswald. Sua figlia maggiore Marie (1856-1925) sposò nel 1875 il teologo protestante Julius Wellhausen.
Rudolph Fittig e Hans von Pechmann erano due dei notevoli allievi di Limpricht.